# Deutschherrnbrücke
Le pont de Deutschherrnbrücke est un viaduc ferroviaire à double sens franchissant le Main à Francfort, au PK 36,900 du Main. Il a été construit entre 1911 et 1913 par les usines MAN de Gustavsburg pour relier la Gare de l'Est de Francfort à la ligne Francfort–Hanau et à la Gare du midi.

## Description
La tête de pont nord se trouve dans le faubourg d'Ostend, la tête de pont sud dans le faubourg de Sachsenhausen. La mise en service du Deutschherrnbrücke, le 1er avril 1913, a permis de prolonger les lignes de transport urbain de Francfort.

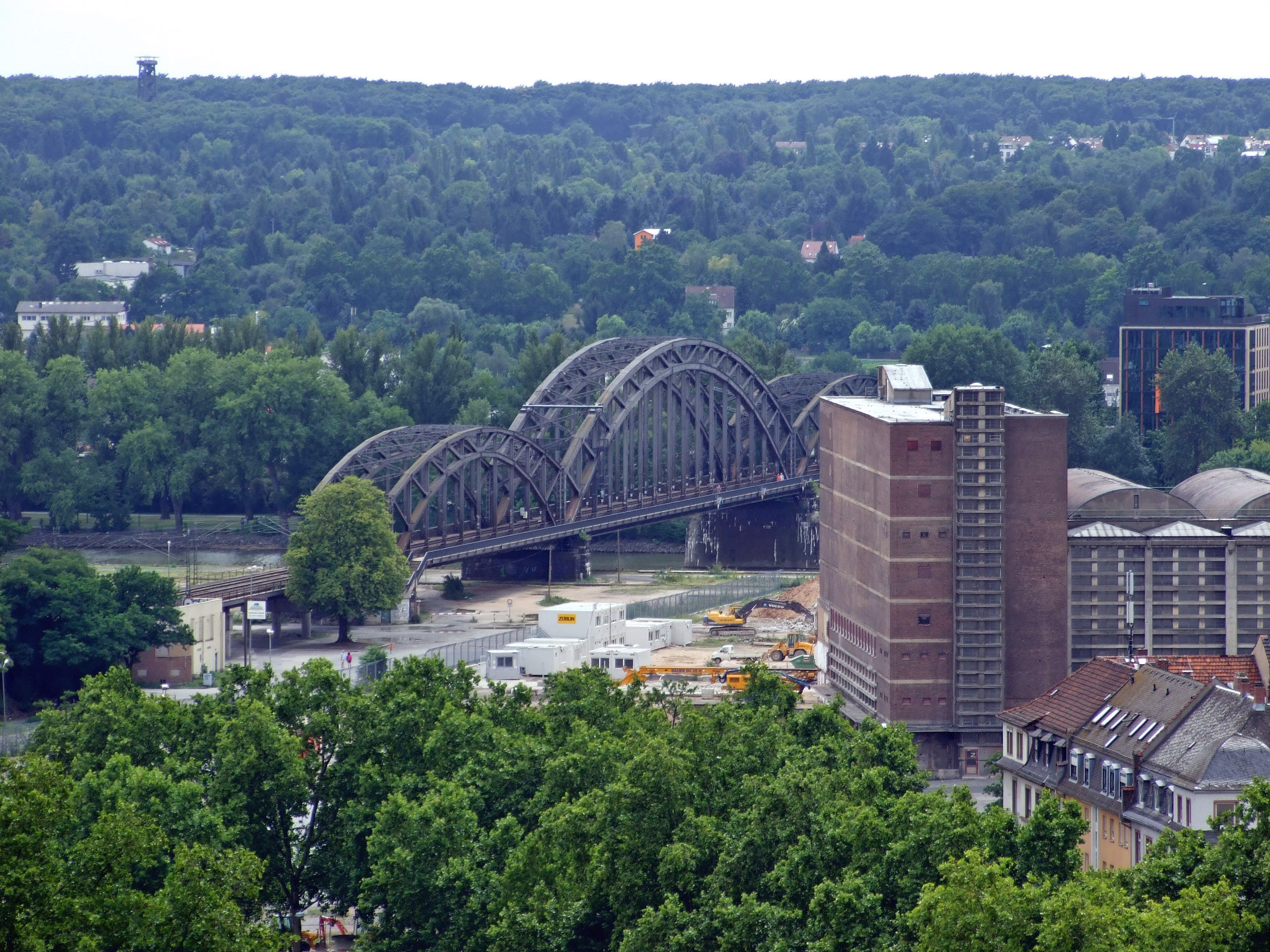
Le viaduc vu du Nord.

Le Deutschherrnbrücke est un pont bow-string en acier. Ses deux viaducs d'accès ont une portée de 74,60 m chacun, tandis que le viaduc principal a une portée de 124,80 m. La pile nord prend appui en rive, mais la pile sud est fondée en rivière.
Le 26 mars 1945, le viaduc d'accès sud a été dynamité par un commando de la Wehrmacht pour freiner l'avance des troupes de l'armée américaine, mais dès le lendemain la ville était investie sans résistance. Un pont provisoire était mis en place à la fin de 1945 et de juillet 1947 au 3 juin 1949 il fut entièrement reconstruit.
Depuis 2011, le pont abrite un festival sonore permanent de Sam Auinger et de Bruce Odland. Deux haut-parleurs sphériques, l'un rouge, l'autre bleu, ont été posés entre les deux voies de chemin de fer : ils amplifient par des tubes acoustiques les sonorités de l'ambiance et même les vibrations des rails. Cet aménagement, SONIC VISTA, s'inscrit dans le cadre de la ceinture verte de Francfort.

## Voir également
- (de) Cet article est partiellement ou en totalité issu de l’article de Wikipédia en allemand intitulé « Deutschherrnbrücke » (voir la liste des auteurs).

- s0001718 sur Structurae.
- « Photo du pont détruit »